# Autovía A-78
Die Autovía A-78 (auch als Autovía Elche–Crevillent, kurz A-78) ist eine spanische Autobahn, die die Stadt Elche mit der Gemeinde Crevillent verbindet. Teilweise verläuft sie parallel zur N-340.
Obwohl sie den grundsätzlichen Anforderungen einer Autovía entspricht, ist die höchste zulässige Gesamtgeschwindigkeit auf 80 Kilometer pro Stunde begrenzt. Des Weiteren wurden Kreisverkehre gebaut. 

## Streckenverlauf
| Abschnitt                                            | Anschluss an |
| ---------------------------------------------------- | ------------ |
| Elche Ouest – Elche-Avenida de la Libertat           | EL-20        |
| Novelda – Elche Nord Alicante – Alcoy A-7            | CV-84        |
| Centre Commercial Carrefour Elche                    |              |
| Murcia – Almería – Lorca Cartagena – Torrevieja AP-7 | AP-7         |
| Zone industrielle La Garrofera                       |              |
| Aspe – Novelda Albacete A-31 N-325                   |              |
| Crevillent                                           |              |